# ドン・デリーロ
ドン・デリーロ（Don DeLillo, 1936年11月20日 - ）は、アメリカの小説家、劇作家。ニューヨークのブロンクス出身、ニューヨーク在住。

## 略歴
両親はイタリア系で労働者階級の出身。1958年、フォーダム大学を卒業し、広告代理店で働きながら創作活動を始めた。1963年のケネディ大統領暗殺事件をきっかけに、その翌年に退職する。1971年、メディア業界の実相を描いた『アメリカーナ』を初の長編として発表。当初は斬新な作風を批評家に注目されつつも一般にはあまり知られていなかったが、1985年に『ホワイト・ノイズ』で全米図書賞を受賞して耳目を集めるようになる。この作品はアメリカ中西部に住むヒトラー学の大学教授の家族を中心にしており、街が有毒物質に汚染され、主人公が死の恐怖に直面する様子を描いている。1988年、ジョン・F・ケネディ暗殺犯オズワルドを主人公にした『リブラ 時の秤』がベストセラーとなり、名実共に現代アメリカを代表する作家となった。1991年の『マオⅡ』では、アメリカの作家である主人公が国際的なテロ活動に巻き込まれてついに協力してしまう様子を描いている。1997年の『アンダーワールド』は、ある野球のボールを物語のキーとして使いつつ、核兵器・ゴミ・メディアを軸として第二次大戦後の時代と社会の実相を描いた大作。2003年発表の『コズモポリス』はインターネットやコンピュータが広く浸透した2000年のニューヨークを舞台に、富豪の相場アナリストが一日にして資産を失い、命を狙われて破滅する様子を描く。2001年にアメリカ同時多発テロ事件が発生し、実際に現場を訪れたデリーロは、2007年に『墜ちてゆく男』を発表し、この事件によって人生を狂わされた人々に焦点を当てた。また、2010年の中編『ポイント・オメガ』では、ブッシュ政権での戦争行為（イラク戦争）を正当化する学者が衰弱する姿を描いている。日本での知名度は今ひとつだが現代のアメリカを代表する小説家であり、近年はノーベル文学賞の常連候補として名前が挙がっている。

## 概要
デリーロの小説は、現代の社会と人々のありようを鋭い視点と鮮やかなイメージによって（しばしばスケールの大きな作品として）描き出そうとするところに特色がある。そこでは社会に流布され人々の態度や行動を左右する様々な事柄と、いかに社会が変容しバーチャルなものが拡がろうとも逃れようの無い物質的なものとが二重写しに捉えられる。つまり一方ではメディアや政治的陰謀、大衆文化、消費文化といったものとそれらによって社会的に流布されたイメージとが人々に対していかに支配的に振舞い、人々に深い影響を及ぼすかが語られ、他方でゴミや身体、有毒物質などといった、あるいは目を背けられあるいは自覚されずにある社会と人々の物質的・身体的側面が強調される。このような二つの側面が絡み合ったり背反したりしながら互いに関わりあい、現代の社会と人々のありようを規定している様子を、デリーロは巧みな構成によって浮き彫りにしてみせた。またそのような社会の実相において、核戦争や死、災害といったカタストロフ的なものが重要な要素となっていることにも目が向けられ、核戦争の恐怖が人々の生活や振る舞いを左右したりメディアが流す災害の映像に人々が見入ったりする一方で、そのような災厄や死に対して人間がその生と身体において逃れようのないものとして直面させられるという両面性が語られる。これらの事柄をはじめとした現代社会に対する鋭い洞察に支えられた物語を、デリーロは的確な筆致によって、鮮やかなリアリティと高度なイマジネーションとを兼ね備えた小説として作り上げた。
文芸批評家のハロルド・ブルームは現代を代表する米国人小説家としてデリーロとフィリップ・ロス、コーマック・マッカーシー、トマス・ピンチョンの4人を挙げている。
アメリカの小説家ポール・オースターは、尊敬する作家の一人としてデリーロを挙げ、『リヴァイアサン』と『最後の物たちの国で』を献辞している。

## 作品

### 小説
- Americana (1971)
- End Zone (1972)
- Great Jones Street (1973)
- Ratner's Star (1976)
- Players (1977)
- Running Dog (1978)
- Amazons (1980)
- The Names (1982)
- ホワイト・ノイズ White Noise (1985) 森川展男訳、集英社、1993（『ホワイトノイズ』都甲幸治・日吉信貴訳、水声社、2022）
- リブラ 時の秤 Libra (1988) 真野明裕訳、文藝春秋、1991
- マオII Mao II (1991) 渡辺克昭訳、本の友社、2000
- アンダーワールド Underworld (1997) 上岡伸雄・高吉一郎訳、新潮社、2002
- ボディ・アーティスト The Body Artist (2001) 上岡伸雄訳、新潮社、2002
- コズモポリス Cosmopolis (2003) 上岡伸雄訳、新潮社、2004
- 墜ちてゆく男 Falling Man (2007) 上岡伸雄訳、新潮社、2009
- ポイント・オメガ Point Omega (2010) 都甲幸治訳、水声社、2019
- ゼロ・K Zero K (2016) 日吉信貴訳、水声社、2023
- 沈黙 Silence (2020) 日吉信貴訳、水声社、2021

### 短編集
- 天使エスメラルダ 9つの物語 The Angel Esmeralda: Nine Stories (2011)  上岡伸雄・柴田元幸・都甲幸治・高吉一郎訳、新潮社、2013

### 戯曲
- The Engineer of Moonlight (1979)
- 白い部屋 デイルーム The Day Room (1986) 吉田美枝訳、白水社、1991
- Valparaiso (1999)
- Love-Lies-Bleeding (2005)
- The Word for Snow (2007)

### 映画脚本
- ライフ・イズ・ベースボール Game 6 (2005)

### 映画化された作品
- コズモポリス Cosmopolis (2012) デヴィッド・クローネンバーグ監督、ロバート・パティンソン主演。
- ホワイト・ノイズ White Noise (2022) ノア・バームバック監督、アダム・ドライバー主演。